# 18 de agosto nos Jogos Olímpicos de Verão de 2008
18 de agosto foi o décimo segundo dia de competições dos Jogos Olímpicos de Verão de 2008. Neste dia foram disputadas competições de vinte esportes.

## Esportes
| - Atletismo - Basquetebol - Beisebol - Boxe - Canoagem - Ciclismo - Futebol - Ginástica - Halterofilismo - Handebol | - Hipismo - Hóquei sobre a grama - Nado sincronizado - Pólo aquático - Saltos ornamentais - Softbol - Tênis de mesa - Triatlo - Vela - Voleibol |

## Destaques do dia

### Atletismo
- 110m com barreiras masculino: o chinês Liu Xiang deixou todo o país consternado após abandonar a eliminatória da prova logo após uma largada queimada por um outro atleta. Xiang, campeão da prova em Atenas 2004, havia sofrido uma lesão no tendão de Aquiles alguns meses antes da prova, e, desde então, treinava às escondidas. Porém, ele não conseguiu se curar e não agüentou correr. Após a saída de Xiang, muitos torcedores, que haviam ido ao estádio apenas para vê-lo, também se retiraram.[1]

- Salto com vara feminino: a russa Yelena Isinbaeva só precisa de dois saltos para ser bicampeã olímpica, numa prova que ficou marcada pelo sumiço das varas da brasileira Fabiana Murer.[2] Após garantir o ouro, Yelena buscou outras duas metas: saltou 4,85 m para bater o recorde olímpico e depois, 5,05 m para quebrar o recorde mundial. Nas duas alturas, ela só conseguiu saltar na última tentativa.[3]

- Salto em distância masculino: Irving Saladino conquista o ouro e se torna o primeiro campeão olímpico da história do Panamá.[4]

### Ciclismo
A equipe britânica vence a prova de perseguição masculina (com direito a recorde mundial) e quebra um tabu de 100 anos sem conquistar a prova.

### Futebol
Estão definidas as disputas de medalhas do torneio feminino: Brasil e Estados Unidos disputarão o ouro, enquanto Alemanha e Japão decidirão o bronze.

### Triatlo
As australianas Emma Snowsill e Emma Moffatt ganham o ouro e o bronze (respectivamente) na prova feminina. A prata fica com a portuguesa Vanessa Fernandes. É a primeira medalha portuguesa nestes Jogos.

### Vela
A Austrália ganha o ouro nas classes 470 masculino e 470 feminino. As brasileiras Fernanda Oliveira e Isabel Swan ganham a primeira medalha da vela feminina do país ao vencerem a "Regata da Medalha" e terminarem a competição em terceiro lugar.

## Campeões do dia
| Modalidade     | Evento                            | Atleta(s)                                                | País               | Recorde | Ref.   |
| -------------- | --------------------------------- | -------------------------------------------------------- | ------------------ | ------- | ------ |
| Atletismo      | 400m com barreiras masculino      | Angelo Taylor                                            | USA Estados Unidos |         | [ 11 ] |
| Atletismo      | 3.000m com obstáculos masculino   | Brimin Kiprop Kipruto                                    | KEN Quênia         |         | [ 12 ] |
| Atletismo      | Salto em distância masculino      | Irving Saladino                                          | PAN Panamá         |         | [ 13 ] |
| Atletismo      | 800m feminino                     | Pamela Jelimo                                            | KEN Quênia         |         | [ 14 ] |
| Atletismo      | Arremesso de disco feminino       | Stephanie Brown Trafton                                  | USA Estados Unidos |         | [ 15 ] |
| Atletismo      | Salto com vara feminino           | Yelena Isinbayeva                                        | RUS Rússia         | WR      | [ 16 ] |
| Ciclismo       | Perseguição por equipes masculino | Ed Clancy, Paul Manning, Geraint Thomas, Bradley Wiggins | GBR Grã-Bretanha   | WR      | [ 17 ] |
| Ciclismo       | Corrida por pontos feminino       | Marianne Vos                                             | NED Países Baixos  |         | [ 18 ] |
| Hipismo        | Saltos por equipes                | Laura Kraut, Beezie Madden, Will Simpson, McLain Ward    | USA Estados Unidos |         | [ 19 ] |
| Ginástica      | Argolas masculino                 | Chen Yibing                                              | CHN China          |         | [ 20 ] |
| Ginástica      | Salto sobre a mesa masculino      | Leszek Blanik                                            | POL Polônia        |         | [ 21 ] |
| Ginástica      | Trampolim feminino                | He Wenna                                                 | CHN China          |         | [ 22 ] |
| Ginástica      | Barras assimétricas feminino      | He Kexin                                                 | CHN China          |         | [ 23 ] |
| Vela           | 470 masculino                     | Nathan Wilmot e Malcolm Page                             | AUS Austrália      |         | [ 24 ] |
| Vela           | 470 feminino                      | Elise Rechichi e Tessa Parkinson                         | AUS Austrália      |         | [ 25 ] |
| Tênis de mesa  | Equipes masculinas                | Wang Hao, Ma Lin, Wang Liqin, Chen Qi (reserva)          | CHN China          |         | [ 26 ] |
| Triatlo        | feminino                          | Emma Snowsill                                            | AUS Austrália      |         | [ 27 ] |
| Halterofilismo | Até 105 kg masculino              | Andrei Aramnau                                           | BLR Bielorrússia   | WR      | [ 28 ] |

## Líderes do quadro de medalhas ao final do dia 18
| Ordem | País               | Medalha de ouro | Medalha de prata | Medalha de bronze |    |
| ----- | ------------------ | --------------- | ---------------- | ----------------- | -- |
| 1     | CHN China          | 39              | 14               | 14                | 67 |
| 2     | USA Estados Unidos | 22              | 24               | 26                | 72 |
| 3     | GBR Grã-Bretanha   | 12              | 7                | 8                 | 27 |
| 4     | AUS Austrália      | 11              | 10               | 12                | 33 |
| 5     | GER Alemanha       | 9               | 7                | 7                 | 23 |